# Sega System 16
Sega System 16 é uma placa-mãe para arcades lançado pela Sega em 1985. Durante o seu período de atividade, cerca de 40 jogos foram lançados para a plataforma, fazendo dela uma das arquiteturas mais bem sucedidas da Sega. Foi lançada em duas variações, System 16A e System 16B.
Para evitar a pirataria e a criação de jogos derivados ilegais, a placa System 16 utilizava um sistema de criptografia com um microprocessador Hitachi FD1094, que era utilizado no lugar da CPU normal.

## Especificações
- CPU principal: Motorola 68 000 a 10 MHz
- CPU de som: ZiLOG Z80 a 4 MHz (5 MHz no System 16B)
- Processador de som: Yamaha YM2151 a 4 MHz (+ decodificador ADPCM NEC uPD7751 no System 16B)
- Resolução de tela: 320 x 224 pixels
- Cores: 4096
- Capacidade gráfica: 128 sprites na tela, 2 camadas de blocos (cenários), 1 camada de texto, 1 camada para sprites, redimensionamento de sprites (somente no System 16B).

## Lista de jogos para System 16
- Ace Attacker (1989)
- Action Fighter (1986)
- Alex Kidd: The Lost Stars (1986)
- Alien Syndrome (1987)
- Altered Beast / Jūōki (1988)
- Aurail (1990)
- Bay Route (1989)
- Bullet (1987)
- Charon (198?)
- Cotton (1991)
- Dunk Shot (1986)
- Dynamite Dux (1988)
- Cyber Police Eswat (1989)
- Excite League (1989)
- Fantasy Zone (1986)
- Flash Point (1989)
- Golden Axe (1989)
- Heavy Weight Champ (1988)
- M.V.P. (1989)
- Passing Shot (1988)
- Quartet (1987)
- Riot City (1991)
- Ryu Kyu (1990)
- SDI (1987)
- Shinobi (1987)
- Sonic Boom (1987)
- Sukeban Jansi Ryuko (1988)
- Super League (1988)
- Time Scanner (1987)
- Tetris (1988)
- Toryumon (1994)
- Tough Turf (1989)
- Wonder Boy III: Monster Lair (1988)
- Wrestle War (1989)